# Nils Kettilsson (Bielke)
Nils Kettilsson, död mellan åren 1304 och 1310, var en svensk riddare. 

## Biografi
Kettilsson var son till Kettil (Bielke). Han var riddare 1295 och nämns i ett brev 9 juni 1295 tillsammans med sin bror Ture Kettilsson (Bielke) som utfärdades av riddaren Henrik Glysing. Kettilsson levde ännu 1304.

### Familj
Kettilsson var gift med Benedikta. De fick tillsammans barnen riksrådet Gustaf Nilsson (Bielke) (död omkring 1342), Ingrid Nilsdotter (Bielke) (död omkring 1351) som var gift med riddaren Tyrgils Klemensson (färla).
Okänt vem som var Nils första hustru. I sitt andra äktenskap gift med Bengta Algotsdotter (Hjorthorn, Algot Jonssons ätt). Bengta var efter Nils död omgift med guvernören i Finland Lyder van Kyren.[källa behövs]
Barn med NN[källa behövs]
1. Agata Nilsdotter. Gift först med riddaren Almbjörn Holmvidsson och sedan med riddaren Bengt Tukasson (Läma).
2. NN Nilsdotter. Gift med riksrådet Hemming Ödgislasson (Lejonansikte).

Barn med Bengta Algotsdotter[källa behövs]
1. Bengta Nilsdotter, död efter 1339. Gift med riddaren Johan Philipsson (Ulv).